# Nicole Grindle
Nicole Paradis Grindle (* vor 1983 in Washington, D.C.) ist eine US-amerikanische Filmproduzentin.

## Leben
Grindle wuchs in Washington, D.C. auf. Sie begann zunächst an der University of Pennsylvania ein Undergraduate-Studium des Bioengineerings und studierte schließlich bis 1983 Vergleichende Literaturwissenschaft. Während ihres Studiums spielte sie Theater und nahm an einer Summer School im Bereich Film an der New York University teil. Von 1985 bis 1987 absolvierte Grindle schließlich ein Masterstudium im Bereich Dokumentarfilmproduktion an der Stanford University.
Nach Ende ihres Studiums arbeitete Grindle bei Industrial Light & Magic am Film Falsches Spiel mit Roger Rabbit als Produktionsassistentin mit und war von 1988 bis 1995 als Produzentin bei Colossal Pictures tätig. In dieser Zeit arbeitete sie bereits mit Pixar zusammen und kam 1995 schließlich zu Pixar. Ihr erster Film wurde der 1998 erschienene Animationsfilm Das große Krabbeln, weitere Filme wie Toy Story 3 und Die Monster Uni folgten. Als Produzentin des Kurzfilms Sanjay’s Super Team von Sanjay Patel wurde Grindle 2016 für einen Oscar in der Kategorie Bester animierter Kurzfilm nominiert.
2018 wurde sie in die Academy of Motion Picture Arts and Sciences berufen, die jährlich die Oscars vergibt.
Grindle ist verheiratet und hat zwei Kinder. Sie lebt in San Francisco.

## Filmografie (Auswahl)
- 1991: Liquid Television (TV-Serie, drei Folgen)
- 1991: Æon Flux (TV-Serie, Pilotfilm)
- 1991: The Wish That Changed Christmas (TV)
- 1996: Toy Story Activity Center
- 2010: Toy Story 3
- 2013: Die Monster Uni (Monsters University)
- 2015: Sanjay’s Super Team
- 2018: Die Unglaublichen 2 (Incredibles 2)